# Vikevåg
Vikevåg è un villaggio della Norvegia, situato nella municipalità di Stavanger, nella contea di Rogaland.